# Dioscoreaceae
Famille
Classification APG III (2009)
Les Dioscoréacées (Dioscoreaceae) sont une famille de plantes monocotylédones.
C'est la famille des ignames (certaines espèces du genre Dioscorea) qui sont consommées comme substitut de la pomme de terre dans les régions tropicales et sont souvent confondues avec la patate douce.
En France et en Europe, cette famille est représentée par le tamier ou herbe aux femmes battues et par deux autres espèces plus localisées du genre Dioscorea : Dioscorea pyrenaica Bubani & Bordère ex Gren. et Dioscorea caucasica Lipsky, plantes herbacées de petite taille, endémiques des Pyrénées et du Caucase.
Cette plante est généralement utilisée dans la traditionnelle recette ouest-africaine du foufou.

## Étymologie
Le nom Dioscoreaceae vient du genre Dioscorea, qui a été donné par Carl von Linné en l'honneur de Dioscoride, médecin et botaniste grec du Ier siècle, auteur d'un célèbre traité de « matière médicale » (De Materia Medica).

## Description
Ce sont des arbustes, des plantes herbacées ou  des lianes, rhizomateuses ou tubéreuses. Ce sont souvent des plantes dioïques, à fleurs petites, trimères, unisexuées. Les fruits sont des samares à trois ailes, rarement des baies (tamier) ; les graines sont souvent ailées. Certaines espèces, notamment de Dioscorea, contiennent des saponosides stéroïdiques.

## Classification
La classification phylogénétique APG II (2003) étend cette famille pour inclure les plantes précédemment placées dans des familles particulières des Taccaceae et des Trichopodaceae.

## Liste des genres
Selon Angiosperm Phylogeny Website (19 mai 2010) (870 espèces), World Checklist of Selected Plant Families (WCSP) (20 juillet 2017) et NCBI (20 juillet 2017) :
- genre Dioscorea Plum. ex L. (1753)
- genre Stenomeris Planch., Ann. Sci. Nat. (1852)
- genre Tacca J.R.Forst. & G.Forst. (1775)
- genre Trichopus Gaertn. (1788)

Selon DELTA Angio (15 avr. 2010), 750 espèces :
- genre Borderea
- genre Dioscorea
- genre Epipetrum
- genre Rajania
- genre Stenomeris
- genre Tamus genre considéré comme obselète depuis 2002. Ses espèces ont été intégrées au genre Dioscorea)

Selon ITIS (15 avr. 2010) :
- genre Dioscorea L.
- genre Rajania L.